# Hahnia linderi
Hahnia linderi är en spindelart som beskrevs av Jörg Wunderlich 1992. Hahnia linderi ingår i släktet Hahnia och familjen panflöjtsspindlar.
Artens utbredningsområde är Kanarieöarna. Inga underarter finns listade i Catalogue of Life.